# Калмикова Марія Львівна
Калмикова Марія Львівна (14 січня 1978) — російська баскетболістка.
Бронзова призерка Олімпійських Ігор 2004 року.